# 岩壺神社
岩壺神社（いわつぼじんじゃ）は、兵庫県三木市岩宮にある神社。旧社格は村社。

## 祭神
- 中座 - 大日孁尊・誉田別尊
- 左座 - 上筒男之命・天手力男神
- 右座 - 国狭槌尊・天児屋根命

境内社
- 八坂神社 - 素盞嗚尊

## 歴史
674年（天武天皇3年）に創建されたという。社伝によれば、神社裏を流れる志染川の中に岩があり、その形が靫に似ていることから岩靫神社と称され、また、岩のあった場所が淵となり、壺の形に似ていることから岩壺神社と称されるようになったと伝えられている。享保年間に本殿が焼失したが、その後産土大神として再建された。

## 祭事

### 三木の秋祭り

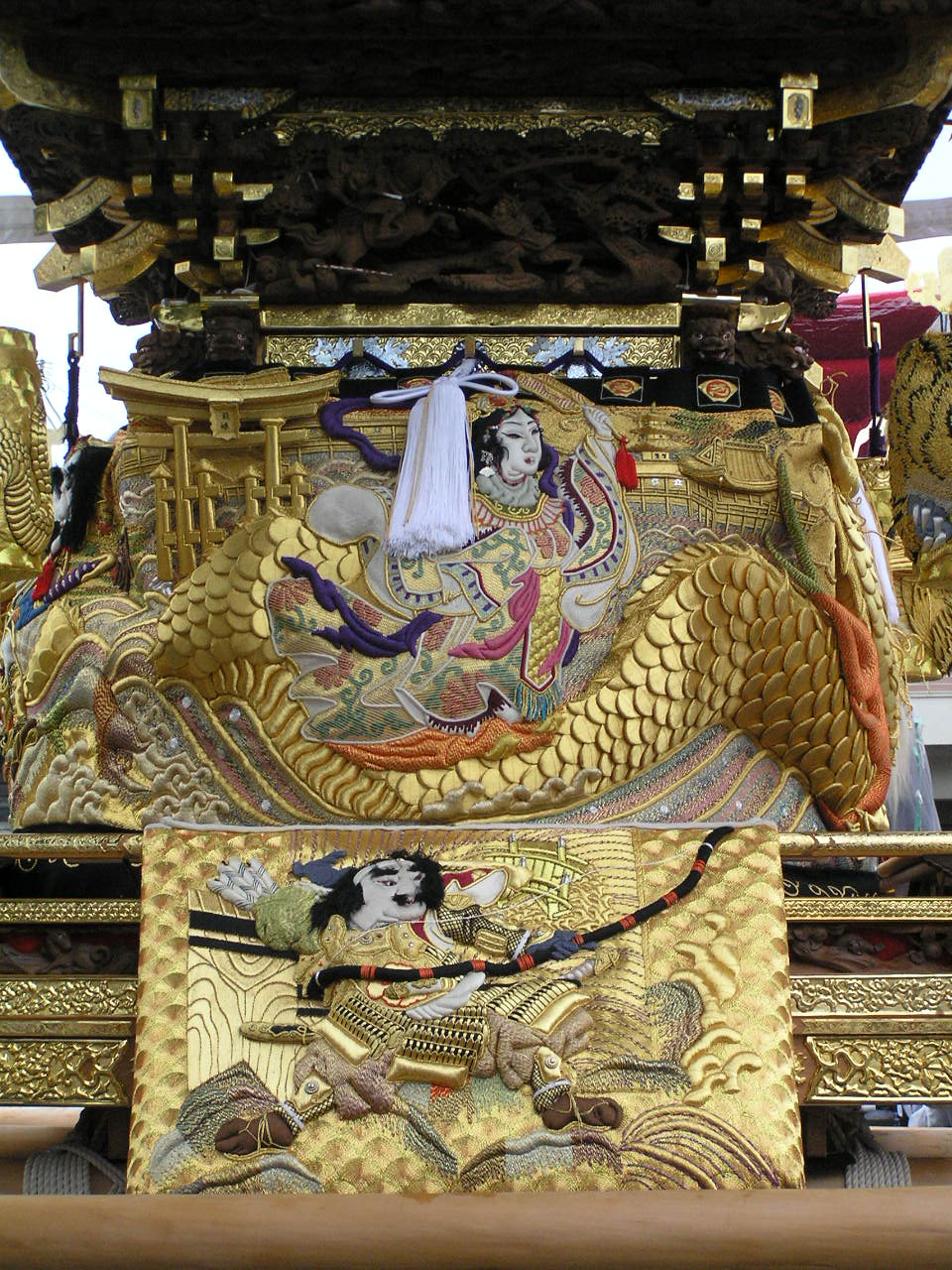
秋祭り屋台

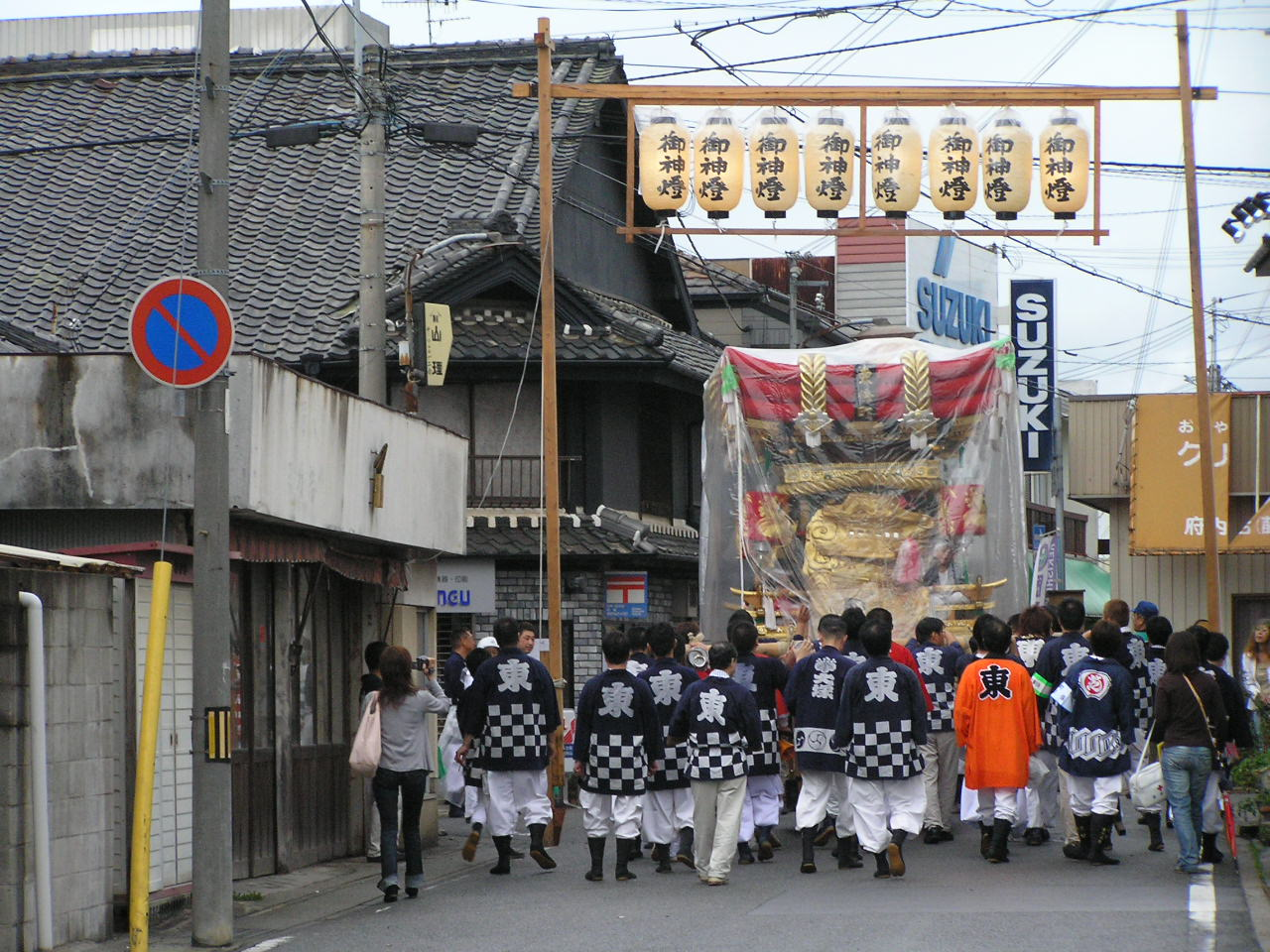
三木市岩壺神社秋祭り

10月の第2土曜日・日曜日に行われる例祭は、三木の秋祭りとして盛大に行われる。宵宮は午後6時、本宮は午前11時から宮入りがおこなわれ、屋台7台が繰り出す。浦安の舞、子供奉納相撲などが行われた後、午後3時より宮出となる。祭り屋台は、大工・刺繍・木彫・錺金具の伝統的な職人の技が一体となった非常に華麗なものである。
- 宮入順：岩宮町・大塚町・芝町・大手町・東條町・滑原町
- 宮入時間：宵宮は午後6時頃、昼宮は午前11時頃
- 宮出時間：宵宮は午後7時30分頃、昼宮は午後3時頃

## 現地情報
所在地
- 兵庫県三木市岩宮391

交通アクセス
- 最寄駅：神戸電鉄粟生線恵比須駅より徒歩15分